# 朱範堮
褒城昭裕王朱範堮（1423年—1466年），明朝第一代褒城王，明太祖朱元璋曾孫，韓憲王朱松孫，韓恭王朱沖𤊨庶第四子，母歐氏，王妃孫氏。

## 生平
他在正統二年（1437年）受封褒城王，於正統三年（1438年）與百戶孫祥之女結婚。
景泰二年（1451年）朱範堮與其弟通渭王朱範墅，二人徑自從中門中道進入韓王府，此舉違背禮法，守門官馮貴因此向兩王勸諫，朱範堮大怒，竟命令手下官校毆打馮貴。事後，堂侄韓惠王朱徵釙奏聞朝廷，朱範堮為此遭明代宗降旨責問。天順七年（1463年）朱範堮因借用韓王府中的空閒之地為道路不得，遂偕同儀賓彭祥，向左副都御史王竑誣稱韓惠王有酗酒荒淫等諸不法事，王竑未加以詳查便奏聞於上，後經過審實朱範堮與彭祥乃挾怨誣告，王竑驚懼上書謝罪，明英宗宥恕王竑不問，而降旨戒諭朱範堮並處罰彭祥。
他在位二十九年，於成化二年（1466年）去世，享年四十四歲，諡號昭裕，兩年後其子朱徵鉅嗣位。